# Wicketkeeper

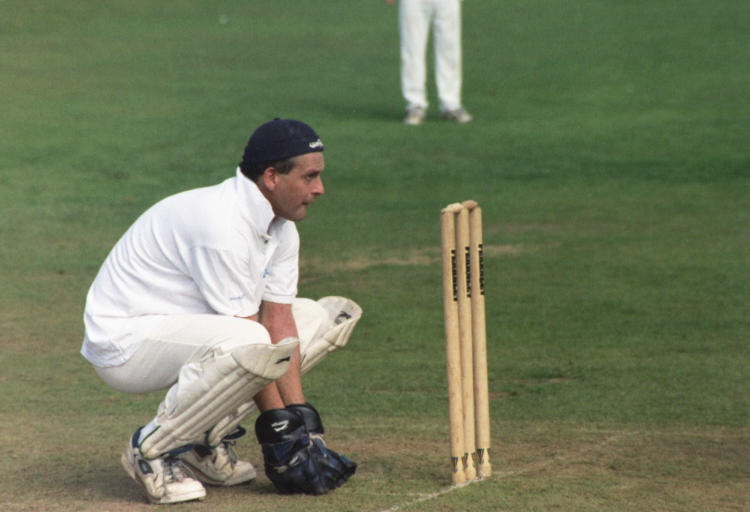
De wicketkeeper, die hier vlak achter het wicket staat.

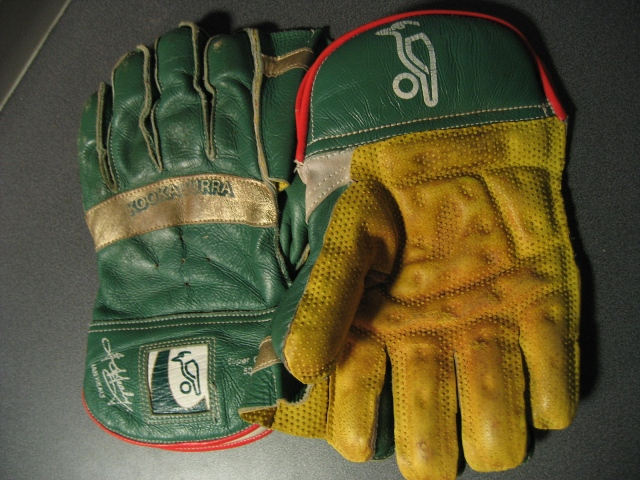
Cricket wicket-keeping handschoenen

De wicketkeeper is de speler in het cricket die achter de batsman en het wicket staat, waarop gebowld wordt.
De taak van de wicketkeeper is in grote lijnen hetzelfde als die van de catcher (of achtervanger) bij honkbal. De wicketkeeper is de enige speler van de fieldende partij die handschoenen, beenbeschermers en een helm mag dragen.
De belangrijkste taak van de wicketkeeper is het tegenhouden van de ballen die door de batsman niet worden weggeslagen, zodat de batsmen geen runs kunnen maken. Een andere belangrijke taak is ballen te vangen die door het bat slechts worden geschampt (dus wel geraakt), om daarmee de batsman uit te krijgen.

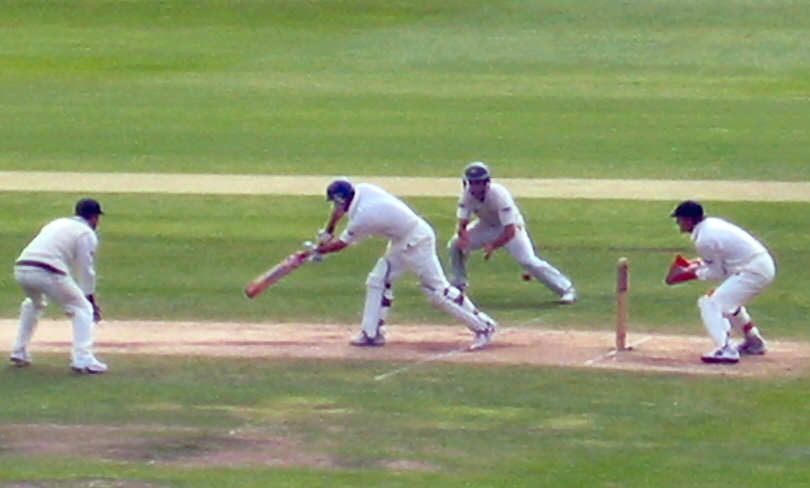
Die wicketkeeper Adam Gilchrist van Australië in 2005. Andrew Strauss is die batsman van Engeland.